# ألما فرنسيس
ألما فرنسيس (بالإنجليزية: Alma Francis) هي مدربة صوتي وممثلة أمريكية، ولدت في 15 أكتوبر 1890 في بورتلاند في الولايات المتحدة، وتوفيت بنفس المكان في 21 أغسطس 1968.

## وصلات خارجية
- ألما فرنسيس على موقع IMDb (الإنجليزية)
- ألما فرنسيس على موقع قاعدة بيانات برودواي على الإنترنت (الإنجليزية)
- ألما فرنسيس على موقع قاعدة بيانات الفيلم (الإنجليزية)